# Comuna Iosîpivka, Ovidiopol
Iosîpivka (în ucraineană Йосипівка) este o comună în raionul Ovidiopol, regiunea Odesa, Ucraina, formată din satele Iosîpivka (reședința) și Libental.

## Demografie
Componența lingvistică a comunei Iosîpivka
     Ucraineană (87,9%)
     Rusă (9,55%)
     Alte limbi (2,17%)
Conform recensământului din 2001, majoritatea populației comunei Iosîpivka era vorbitoare de ucraineană (87,9%), existând în minoritate și vorbitori de rusă (9,55%).